# Julius Klengel

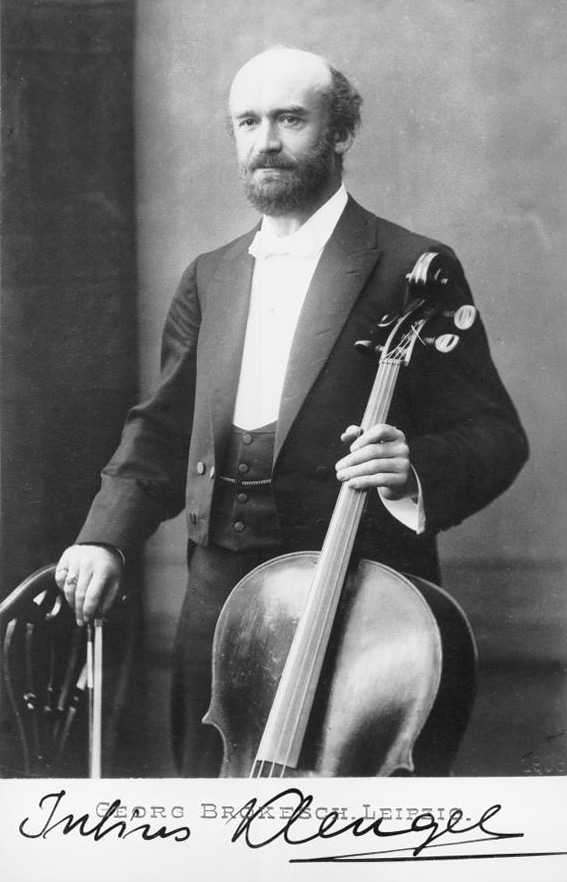
Julius Klengel (1903).

Julius Klengel, född den 24 september 1859 i Leipzig, död där den 27 oktober 1933, var en tysk violoncellist. Han var bror till Paul Klengel och tillhörde samma släkt som August Alexander Klengel.
Klengel, som var elev av Hegar och (i komposition) av Jadassohn, blev tidigt förste cellist vid Gewandhaus-orkestern och 1881 lärare vid konservatoriet i Leipzig samt utnämndes till professor. 
På konsertresor i flera europeiska länder vann han anseende som en av sin tids främsta cellovirtuoser; han var även särdeles eftersökt som lärare. Klengel komponerade violoncellkonserter, svit för två violonceller, solostycken, stråkkvartetter, pianotrio med mera.